# 12214 Miroshnikov
12214 Miroshnikov è un asteroide della fascia principale. Scoperto nel 1981, presenta un'orbita caratterizzata da un semiasse maggiore pari a 3,2037471 au e da un'eccentricità di 0,1589308, inclinata di 14,38418° rispetto all'eclittica.
L'asteroide è dedicato al progettista russo Mikhail Mikhailovič Mirošnikov.